# Országos tisztifőorvos
Országos tisztifőorvos (deutsch Landesamtsarzt) ist ein Staatsbediensteter, der das Zentrum für Öffentliche Gesundheit und Pharmazie in Ungarn leitet. Die Tätigkeitsbereiche des Landesamtsarztes sind seit 2022 dem Innenministerium angegliedert und seine Aktivitäten werden über das dortige Staatssekretariat für Gesundheit verwaltet. Die derzeitige Amtsinhaberin ist seit 2018 Cecília Müller.

## Zuständigkeiten
Der Landesamtsarzt hat mehrere Verantwortlichkeiten und eine komplexe Rechtsprechung, die in Abschnitt 5.1 der 18. Richtlinie des Ministers für Humanressourcen über die organisatorischen und operativen Regeln des Nationalen Zentrums für öffentliche Gesundheit und Pharmazie festgelegt sind. Dazu gehören unter anderem:
- organisatorisch-operative Aufgaben[4]
- Aufsichts-, Kontroll- und Inspektionsaufgaben[5]
- Verwaltung und Beaufsichtigung von Aufgaben im Bereich der öffentlichen Gesundheit[6]

## Vertretung
Bei Abwesenheit oder Verhinderung des Landesamtsarztes übernimmt der stellvertretende Landesamtsarzt I die Befugnisse und Aufgaben; bei Abwesenheit oder Verhinderung des stellvertretenden Landesamtsarztes I nimmt der zweite stellvertretende Landesamtsarzt II die Aufgaben des Landesamtsarztes wahr.

## Geschichte
Im Königreich Ungarn wird die Einrichtung einer Organisation des öffentlichen Gesundheitswesens mit Königin Maria Theresia in Verbindung gebracht. Die erste umfassende Verordnung über das öffentliche Gesundheitswesen wurde 1770 unter dem Titel Generale normativum in re sanitatis erlassen. Mit dem Generale normativum wurde das Amt des physicus (dem Vorläufer des Landesamtsarztes) eingeführt.
Landesamtsarzt gilt dennoch als die traditionelle Bezeichnung des Amtes. Der Name der für die Verwaltung des öffentlichen Gesundheitswesens zuständigen Organisation hat sich jedoch seit 2010 mehrmals geändert. Der Minister für Humanressourcen veröffentlichte mit dem Erlass 18/2019 (Abs. 6) die Richtlinie über organisatorische und operative Regeln des Nationalen Zentrums für öffentliche Gesundheit und hob damit die Richtlinie 51/2017 (Abs. 15) der Ministerialdirektive auf. Zuvor war das Büro des Landesamtsarztes Teil des Állami Népegészségügyi és Tisztiorvosi Szolgálat.

## Bisherige Amtsträger
- 1991–1995: Pál Kertai[11]
- 1995–1997: Endre Morava[11]
- 1997–2001: Ilona Molnár[11]
- 2001: Alán Pintér[11]
- 2001–2002: Katalin Lun[11]
- 2002–2003: György Ungváry[11]
- 2004–2006: László Bujdosó[11]
- 2007–2010: Ferenc Falus[11]
- 2010–2015: Judit Paller[11]
- 2016–2018: Tamás Szentes[11]
- 2018: Attila Kovács[12]
- 2018–fortlaufend: Cecília Müller[3]